# 西武ハイヤー
西武ハイヤー株式会社（せいぶハイヤー）は、西武グループに所属するタクシー・ハイヤー事業者である。1967年創業。本社は埼玉県所沢市。
西武バスが兼営していたハイヤー・タクシー部門を継承して設立。タクシーは埼玉県と東京都多摩地区で、ハイヤーは東京都特別区で営業する。かつては長野県（軽井沢）でもタクシーを営業していた。

## 営業所の所在地

### タクシー
埼玉県南西部交通圏と東京都多摩地区（北多摩交通圏）を営業地としている。かつて東京23区内では「西武交通興業」という会社が営業していたが、西武グループとは無関係であった。
- 所沢営業所（埼玉県所沢市久米）
- 川越営業所（埼玉県川越市南台）
- 飯能営業所（埼玉県飯能市美杉台）
- 入間営業所（埼玉県入間市小谷田）
- ひばりが丘営業所（東京都東久留米市南沢）
- 久米川営業所（東京都東村山市萩山町）

### ハイヤー
- 練馬営業所（練馬区富士見台）
- 芝営業所（港区芝公園） - 2009年6月14日をもって営業終了

## 無線
所沢営業所・狭山ヶ丘営業所と所沢交通は所沢営業所内の所沢交通・西武ハイヤー共同配車センターより無線配車が行われている。
川越営業所・入間営業所・飯能営業所は川越営業所の配車室より無線配車が行われている。
ひばりが丘営業所・東村山営業所・清瀬営業所はひばりが丘営業所の配車室より無線配車が行われている。　

## 車両
タクシーは306台、ハイヤーは34台を所有。

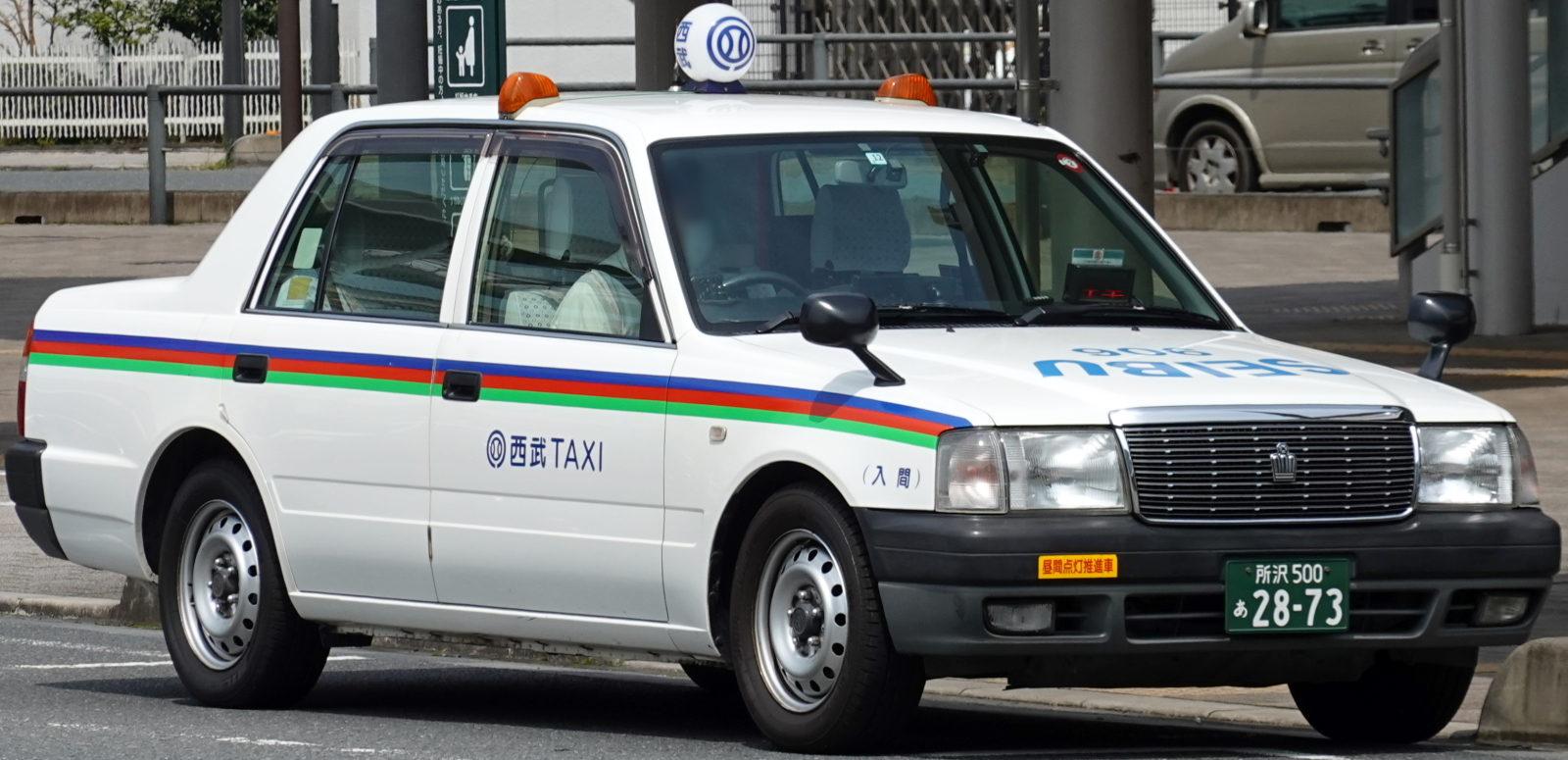
西武ハイヤーの車両（クラウンコンフォート）

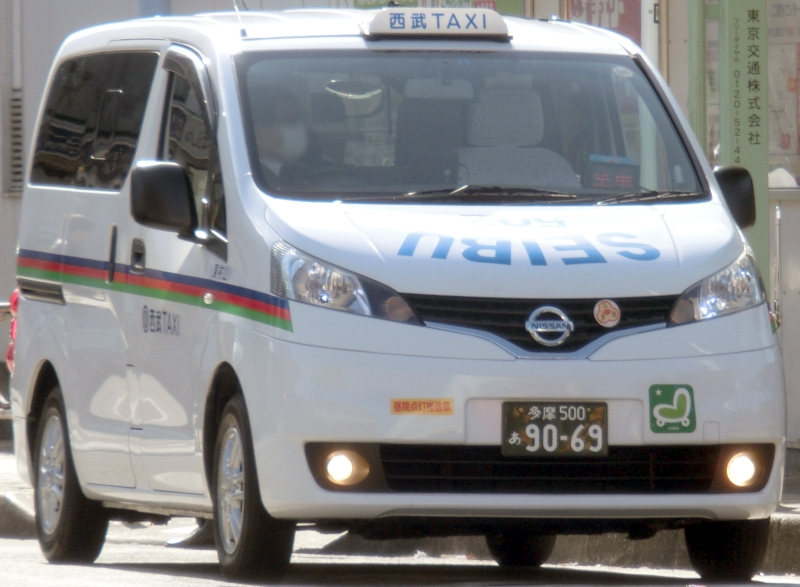
西武ハイヤーの車両（NV200バネット）

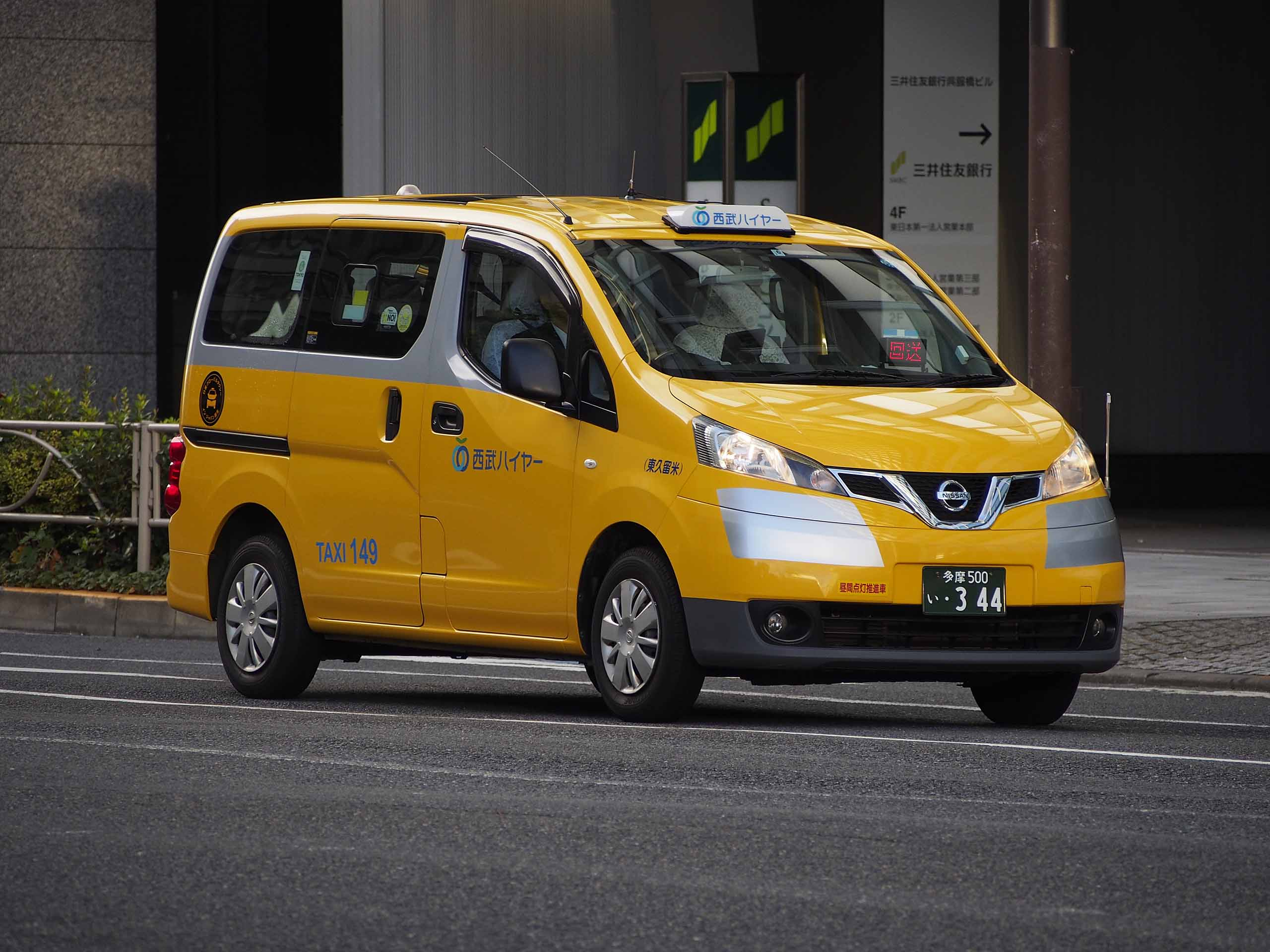
幸せの黄色いタクシー（NV200バネット）

タクシーの車体色は白地に赤、緑、青のラインのライオンズカラーで、トランクリッドにレオのマークが入り、行灯は西武鉄道の旧社章が入る。一部は黒ボディのハイグレード車である。軽井沢では黒塗り行灯無しのハイヤー風であった（同地域の他社も同様）。なお、以前は西武バスの路線車と同じデザインであった（1985年ごろまで在籍）。
1970年代は三菱自動車、1980年代は西武日産（セゾングループ）からの購入が主であったため、三菱車、日産車が多かったが、現在はトヨタ車も多い。西武バスも同時期は三菱ふそう車、日産ディーゼル車が多かったこととも関係している。
2015年に西武鉄道100周年企画の一環として、NV200バネットの一部に西武鉄道の通勤型車両に準じたカラーリングを施し「幸運の黄色いタクシー」として運行している。
タクシー
- 日産自動車
  - セドリック営業車
  - セドリックセダン
  - NV200バネット
- トヨタ自動車
  - クラウンコンフォート
  - クラウンセダン
  - プリウス
  - エスティマ
  - SAI
- 本田技研工業
  - グレイス

ハイヤー
- トヨタ自動車
  - クラウンマジェスタ
  - セルシオ
- 日産自動車
  - エルグランド
  - シーマ
  - フーガ